# Каладу, Жозе
Жозе Антониу Каладу да Силва (порт. José António Calado da Silva; родился 1 марта 1974 года в Лиссабоне, Португалия) — португальский футболист, полузащитник. Известен по выступлениям за клуб «Бенфика» и сборную Португалии. Участник Олимпийских игр 1996 года в Атланте.

## Клубная карьера
Каладу — воспитанник клубов «Белененсиш» и «Каза Пия». В 1991 году в составе последнего он начал профессиональную карьеру. После окончания дебютного сезона Каладу покинул команду и перешёл в «Эштрелу». В своём первом же сезоне Жозе помог новой команде выйти в элиту. В 1992 году он дебютировал в Сангриш лиге. После двух удачных сезонов Каладу перешёл в столичную «Бенфику». В 1996 году он помог «орлам» стать обладателями Кубка Португалии.
В 2001 году Жозе присоединился к испанскому «Бетису», но из-за высокой конкуренции за два сезона в Ла Лиге принял участие всего в двадцати матчах. В поисках игровой практики он перешёл в «Полидепортиво». За три сезона Каладу стал одним из лидеров команды принял участие в более чем 100 матчах.
В 2007 году Каладу переехал на Кипр, где на протяжении трёх сезонов выступал за «АПОП Кинирас» и «Пафос». В 2010 году он завершил профессиональную карьеру.

## Международная карьера
26 января 1995 года в матче против сборной Канады Каладу дебютировал за сборную Португалии.
В 1996 году Жозе в составе олимпийской сборной Португалии принял участие в Олимпийских играх в Атланте. На турнире он сыграл в матчах против команд США, Франции, Бразилии и дважды Аргентины. В поединке против французов Каладу забил гол.

## Достижения
Командные
 «Бенфика»
- Обладатель Кубка Португалии — 1995/96